# Woondum-Nationalpark
Der Woondum-Nationalpark (englisch Woondum National Park) ist ein 40 Quadratkilometer großer Nationalpark in Queensland, Australien.

## Lage
Er liegt in der Region Wide Bay-Burnett an der Sunshine Coast etwa 130 Kilometer nördlich von Brisbane und 110 Kilometer südlich von Hervey Bay. Vom Bruce Highway zweigt etwa fünf Kilometer südlich von Gympie die Noosa Road in den Ort Woondum ab. Von hier, der Hill Road folgend, gelangt man nach drei Kilometern in den Nationalpark. Im Park gibt es einige ausgewiesene Wanderwege und Picknickplätze. Das Campen ist nicht gestattet.
In der Nachbarschaft liegen die Nationalparks Goomboorian, Conondale, Mount-Pinbarren, Tewantin und Tuchekoi.

## Flora und Fauna
Der Nationalpark schützt den um den 440 Meter hohen Mount Boulder gelegenen subtropischen Regenwald, durch den der Woondum Creek und der Boulder Creek in einer Reihe von Felsenbecken talauswärts fließen.
Einige gefährdete oder beinahe gefährdete (engl.: near threatened) Tiere leben im Park, darunter die Rußeule (Tyto  tenebricosa), der Rostbrauen-Baumrutscher (Climacteris erythrops), der Weißbrauenhabicht (Accipiter novaehollandiae), der Tusked Frog (Adelotus brevis) und der Cascade Treefrog (Litoria pearsoniana).